# Mitula
Mitula es un buscador digital de anuncios clasificados, especializado en inmuebles, empleo y vehículos, originario de España. Tiene presencia en más de 49 países, siendo Europa, Asia y América Latina los continentes donde se concentran sus operaciones. Desde 2015, cambió su nombre a Mitula Group y salió a bolsa en Australia (ASX). Su valoración en ese entonces, según los reportes de bolsa, fue de 140 millones de dólares. En 2019, Lifull, una firma japonesa de bienes raíces, adquirió el 100% de la empresa.
Junto con Trovit, Nestoria, Nuroa, Globaliza, iCasas, La Encontré, Punto Propiedad, Properati, DotProperty, HipFlat y Thailand Property, forman la red de agregadores y portales de anuncios clasificados de Lifull Connect.

## Productos
Mitula es uno de los agregadores de anuncios clasificados con más presencia en el mundo. En otras palabras, es un portal que organiza, agrupa y publica anuncios de otros distintos y diferentes portales y sitios web, y que son ajenos al portal-agregador.
Este buscador funciona como un portal independiente para cada país donde opera y se subdivide en: Mitula Inmuebles, Mitula Coches y Mitula Trabajo.
Mitula publica anuncios de varios portales inmobiliarios,  de autos y trabajo, a quienes les cobra por redireccionar tráfico a los anuncios originales. Entre las web de clasificados más conocidas que contratan a Mitula destacan Expocasa.com, idealista.com, Fotocasa, Auto Scout 24 y Giga Job.
La plataforma ha desarrollado aplicaciones web y móviles para los verticales de inmuebles, empleos y autos. Las aplicaciones no se han actualizado desde 2020.
Desde su fusión con Trovit en 2019, el agregador de inmuebles ha venido adaptando su modelo de negocio en el que forma parte de la oferta comercial junto con otros agregadores como Trovit, Nestoria, Nuroa y otros portales inmobiliarios locales.

## Historia
Mitula fue fundada en 2009 por Gonzalo del Pozo, Gonzalo Ortiz y Marcelo Badimón, en Madrid, España.  Según versiones de los propios fundadores, durante sus primeros años, su estrategia fue expandirse horizontalmente, es decir, lanzar su producto en tantos países como fuera posible.
Años más tarde, en 2015, su expansión se dio a través de la compra de Nestoria (parte de Lokku). En ese mismo año, Mitula cambia su nombre a Mitula Group y anuncia que saldría a cotizar en la bolsa de valores de Australia (ASX) con una valoración superior a los 100 millones de euros.
Al año siguiente, Mitula Group adquirió Nuroa y DotProperty Group. En 2017, el grupo de origen español amplió su cartera de líneas de negocio al adquirir Fashiola (Kleding Co). Para 2019, las adquisiciones y el crecimiento del portal original de Mitula Group crearon una red compuesta por 110 web buscadores de clasificados en 49 países y 21 idiomas, según la propia empresa.
En 2019,  la compañía japonesa Lifull, dueña en ese entonces de la marca Next (que compró Trovit en 2014), adquirió Mitula Group. La fusión de los equipos y modelos de negocios entre Trovit y Mitula se transformó en Lifull Connect, una red de agregadores y portales de anuncios clasificados con presencia en varios continentes.

## Datos clave
- Tiene presencia en 49 países en 21 idiomas.[12][3]
- Al mes recibe 90 millones de visitantes únicos - Octubre 2019.[13]
- En 2015 salió a la bolsa de Australia con una valoración superior a los 100 millones de euros.[2]
- Su venta a Lifull Connect se cerró en 128 millones de euros.[3]
- En España tiene publicados 4.3 millones de anuncios de inmuebles, 686 mil en autos, 733 mil en empleos y cerca de 3.4 en moda.[14]

## Línea de tiempo
2009: Mitula nació en Madrid.
2015: En mayo, Mitula adquirió Lokku (Nestoria).
2015: En julio, Mitula Group se fundó y empezó a cotizar públicamente en la bolsa de valores de Australia (ASX).
2016: En febrero, Mitula Group adquirió Nuroa.
2016: En septiembre, Mitula Group adquirió DotProperty Group por 11 millones de dólares australianos.
2017: Mitula Group adquirió Fashiola por 11 millones de euros.
2019: Trovit y Mitula Group se fusionan para fundar Lifull Connect.

## Presencia internacional
Mitula opera actualmente en los siguientes países:

### Europa
- Italia
- Reino Unido
- Alemania
- Francia
- Holanda
- Portugal
- Austria
- Suiza
- Rusia
- Bélgica
- Polonia
- Irlanda
- Rumanía
- Ucrania
- Turquía
- Dinamarca
- Suecia

### América
- Estados Unidos
- Chile
- Argentina
- México
- Brasil
- Perú
- Canadá
- Venezuela
- Colombia
- Ecuador
- Panamá

### Asia
- India
- China
- Filipinas
- Singapur
- Malasia
- Hong Kong
- Japón
- Emiratos Árabes Unidos
- Pakistán
- Indonesia
- Vietnam
- Tailandia
- Myanmar (Birmania)

### África
- Nigeria
- Kenia
- Marruecos
- Túnez
- Sudáfrica

### Oceanía
- Nueva Zelanda
- Australia

## Críticas
Varios usuarios han expuesto problemas con la actualización de anuncios clasificados. Existen algunos usuarios que han manifestado encontrarse con estafas en los anuncios. El portal replica los anuncios de otros sitios web, que a su vez, trabajan directamente con agentes inmobiliarios, vendedores, constructoras, empleadores o reclutadores. Los encargados de compartir información son los anunciantes. Debido a eso, Mitula no puede garantizar con exactitud la información presentada a través de los anuncios que publica.